# Džunija
Džunija (arabsky جونيه Junih, francouzsky Joünié) je libanonské město na pobřeží Středozemního moře, ležící asi šestnáct kilometrů severně od hlavního města Bejrút. Ve městě se nachází turistické rezorty, kasína, přístav a lanovka. Je sídlem patriarchy maronitské katolické církve.

## Partnerská města
- Monaco-Ville, Monako
- Gustavia, Francie
- Las Vegas, Spojené státy americké
- Rio de Janeiro, Brazílie